# Eddy Sibbing
Eddy Sibbing (1961) is een Nederlandse schaker en schaaktrainer. Tevens is hij in de schaakwereld actief als schrijver en bestuurder. Hij is gekend voor zijn bijdragen aan de ontwikkeling van het schaken in Nederland, in het bijzonder voor de jeugd.

## Biografie
Sibbing werd in 1981 Nederlands kampioen (normaal tempo en snelschaak) met het schaakteam van het Sint Vituscollege uit Bussum. Samen met Johan Booij werd hij in 1989 Nederlands kampioen doorgeefschaak. In 1977 werd hij lid van BSG. Hij speelde voor de Bussumse schaakclub in de hoofdklasse.
Ondanks de vele titels die hij behaalde bij BSG is Sibbing bekender als schaaktrainer. In 1982 gaf hij zijn eerste schaaklessen, maar na het behalen van het hoogste trainersdiploma in 1987 (‘Schaakinstructeur-B’) ging hij zich steeds meer toeleggen op het geven van schaaktrainingen. Van 1988 tot 2007 gaf hij trainingen aan de topjeugd van de KNSB en bij diverse regionale bonden en schaakclubs. Sinds 1991 geeft hij ook schaakles op basisscholen. In 1999 richtte hij zijn bedrijf ‘Chessed’ op. Sinds 2018 heeft hij een gelijknamige website, met ook een 'kennisbank voor de schaakliefhebber'.
In 2003 verschenen voor de jongste schakers de werkboeken Opstapje 1 en Opstapje 2 bij de Stappenmethode samengesteld door Sibbing en Cor van Wijgerden. Deze werkboeken zijn in diverse talen verkrijgbaar. Sibbing schreef ook artikelen in verschillende media, waaronder op Schaaksite.nl en in de nieuwsbrief van het Max Euwe Centrum.
Voor de KNSB heeft Eddy diverse functies bekleed: onder andere consulent, servicepuntmedewerker, lid technische commissie voor de jeugd, lid examencommissie en opleider schaaktrainers. Daarnaast was hij van 2007 tot 2022 ook manager van het Max Euwe Centrum in Amsterdam.

## Eerbetoon
Op 30 mei 2018 ontving Sibbing uit handen van Cor van Wijgerden de Euwe-ring. In 2023 droeg Sibbing de Euwe-ring over aan Zhaoqin Peng, die daarmee de eerste vrouwelijke draagster van de ring werd.